# Willy Lang

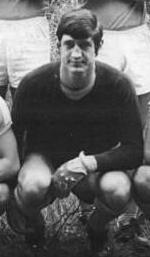
Willy Lang (1971)

Willy Lang (* 5. April 1945; † 14. Juni 2025) war ein deutscher Fußballtorwart. 1969/70 spielte er für den FC Karl-Marx-Stadt in der DDR-Oberliga, der höchsten Spielklasse im DDR-Fußball.

## Sportliche Laufbahn
Bis 1969 war Willy Lang Torwart bei der Betriebssportgemeinschaft (BSG) Stahl Hennigsdorf, spielte mit ihr zuletzt in der drittklassigen Bezirksliga Potsdam und wurde 1969 Bezirksmeister. Danach wechselte er zur Saison 1969/70 zum Oberligisten FC Karl-Marx-Stadt (FCK), der ihn als zweiten Torwart hinter Manfred Hambeck für das Oberligateam nominierte. Im Verlauf der Saison blieb Lang mit seinen fünf Oberligaeinsätzen auch noch hinter dem dritten Torwart Manfred Kaschel zurück. Nach der Saison musste der FCK in die DDR-Liga absteigen. In den 30 Punktspielen 1970/71 blieb Lang mit nur sieben Einsätzen wieder nur Ersatztorwart. Der FCK schaffte den sofortigen Wiederaufstieg und verpflichtete für die neue Oberligaspielzeit mit Ralf Kunze einen neuen Torwart. Lang wurde in die zweite Mannschaft zurückgestuft, mit der er 1971/72 wieder in der Bezirksliga spielte und ebenfalls Bezirksmeister wurde. Die Mannschaft schaffte auch den Aufstieg in die DDR-Liga, wo Lang aber in den nächsten Jahren nicht in Erscheinung trat.
Erst in der Saison 1976/77 tauchte er beim Aufsteiger Fortschritt Krumhermersdorf wieder in der DDR-Liga auf und bestritt dort vierzehn der zwanzig Punktspiele. Da der Klassenerhalt nicht geschafft wurde, verschwand Lang erneut in der Drittklassigkeit. Eine letzte DDR-Liga-Saison absolvierte er 1978/79 mit der BSG Motor Fritz Heckert Karl-Marx-Stadt, dem Nachfolger des FC Karl-Marx-Stadt II. Dort stand er noch einmal bei dreizehn von zweiundzwanzig Ligaspielen im Tor, danach beendete er 34-jährig seine Laufbahn als Leistungssportler. Zwischen 1969 und 1979 war er zu fünf Oberliga- und 34 DDR-Liga-Einsätzen gekommen.